# Seleção Chinesa de Voleibol Feminino
A seleção chinesa de voleibol feminino é uma equipe asiática composta pelas melhores jogadoras de voleibol da China. A equipe é mantida pela Associação Chinesa de Voleibol (em chinês:  中国排球协会). Encontra-se na 7ª posição ranking mundial da FIVB segundo dados de 5 de junho de 2024.

## Histórico
A China conquistou cinco títulos mundiais consecutivos nos anos 1980, com a equipe que ficou conhecida como "martelo de ferro" pela potência de seu ataque.[ligação inativa]
Embora tenha sofrido um desenvolvimento instável nos anos 1990, o time ganhou o título da Copa do Mundo de 20223 e conquistou a medalha de ouro nos Jogos Olímpicos de 2004 em Atenas, Grécia.
Historicamente, o time de voleibol feminino da China foi o primeiro time feminino do país a ter grande importância no começo da década de 1980, quando o time era muito popular no país.

## Elenco atual
Atletas convocadas para integrar a seleção chinesa na Liga das Nações de 2025:

Técnico:  Yong Zhao
| Camisa | Nome          | Posição     | Altura (m) | Peso (kg) | Clube atual            |
| ------ | ------------- | ----------- | ---------- | --------- | ---------------------- |
| 1      | Wu Mengjie    | Ponteira    | 1,95       | 64        | Jiangsu Zenith Steel   |
| 2      | Zhuang Yushan | Ponteira    | 1,86       | 74        | Fujian Anxi Tieguanyin |
| 3      | Xin Tang      | Ponteira    | 1,84       | 80        | Jiangsu Zenith Steel   |
| 5      | Yin Xiaolan   | Levantadora | 1,84       | 68        | Fujian Anxi Tieguanyin |
| 6      | Gong Xiangyu  | Oposta      | 1,88       | 67        | Tianjin Bohai Bank     |
| 7      | Wang Yuanyuan | Central     | 1,95       | 75        | Tianjin Bohai Bank     |
| 8      | Wan Ziyue     | Central     | 1,96       | 77        | Jiangsu Zenith Steel   |
| 11     | Fan Boning    | Oposta      | 1,95       | 73        | Jiangsu Zenith Steel   |
| 13     | Dong Yuhan    | Ponteira    | 1,89       | 76        | Beijing Baic Motor     |
| 15     | Chen Houyu    | Central     | 1,97       | 82        | Shangai Bright Ubest   |
| 16     | Wang Aoqian   | Central     | 1,96       | 75        | Shangai U20            |
| 17     | Ni Feifan     | Líbero      | 1,77       | 67        | Jiangsu Zenith Steel   |
| 18     | Wang Mengjie  | Líbero      | 1,72       | 65        | Shandong Rizhao Steel  |
| 23     | Zhang Zixuan  | Levantadora | 1,82       | 80        | Jiangsu Zenith Steel   |